# Derek Statham
Pour les articles homonymes, voir Statham.
Derek Statham, né le 24 mars 1959 à Wolverhampton (Angleterre), est un footballeur anglais, qui évoluait au poste de défenseur à West Bromwich Albion et en équipe d'Angleterre.
Statham n'a marqué aucun but lors de ses trois sélections avec l'équipe d'Angleterre en 1983.

## Carrière de joueur
- 1977-1987 : West Bromwich Albion
- 1987-1989 : Southampton
- 1989-1991 : Stoke City
- 1991-1993 : Walsall
- 1993-1994 : Telford United

## Palmarès

### En équipe nationale
- 3 sélections et 0 but avec l'équipe d'Angleterre en 1983.